# Hegelianismo
O hegelianismo é uma corrente filosófica fundada por Georg Wilhelm Friedrich Hegel, filósofo alemão e um dos primeiros pensadores a se preocupar com a “modernidade” como base dos estudos sociológicos. Pode ser sintetizado pela frase do próprio filósofo: "o racional por si só é real", que significa que a realidade é capaz de ser expressa em categorias reais. O objetivo de Hegel era reduzir a realidade a uma unidade sintética dentro de um sistema denominado idealismo transcendental.
Hegel, no início do século XIX, criticou todas as concepções anteriores de filosofia como sendo sem vida, tendenciosas e não históricas. Hegel afirmava que a filosofia está sempre enraizada na História, embora sempre persiga uma concepção de realidade como um todo em evolução, em que cada parte é animada por todas as outras.
Os estudos de Hegel sobre a dialética são chamados de "Dialética Hegeliana".
Questionou o formalismo da ética kantiana. Para ele, a moralidade assume conteúdos diferenciados ao "longo da história das sociedades". A moral seria resultados da relação entre o individualismo e o conjunto facial.